# Pantialeus
Els pantialeus (llatí: Panthialaei; grec antic: Πανθιαλαῖοι, Panthialèoi) foren una antiga tribu de Persis esmentada per Heròdot, que indica que es dedicaven a l'agricultura sense donar-ne cap altre detall.